# Крістіан Мбіллі-Ассомо
Крістіан Мбіллі-Ассомо (фр. Christian M'Billi-Assomo; 26 квітня 1995) — французький професійний боксер камерунського походження.

## Аматорська кар'єра
М'Біллі-Ассомо приїхав з Камеруну до Франції, де працював його вітчим, у віці семи років. У 15 років почав займатися боксом. На молодіжному чемпіонаті Європи 2013 став чемпіоном.
2015 року на Європейських іграх переміг
Віктора Коробчевського (Молдова), а в другому бою поступився Хайбулі Мусалову (Азербайджан) — 0-3.
На чемпіонаті світу 2015 програв у першому бою Бектеміру Мелікузієву (Узбекистан).
На Олімпійських іграх 2016 переміг Дмитра Митрофанова (Україна) і Марло Дельгадо (Еквадор), а у чвертьфіналі програв майбутньому чемпіону Арлену Лопесу (Куба) — 0-3.

## Професіональна кар'єра
Дебютував на профірингу у лютому 2017 року. Впродовж 2017—2024 років провів 28 переможних боїв, завоювавши титули WBC Continental Americas і WBA International в другій середній вазі.
17 серпня 2024 року в Квебеку в головному бою вечора зустрівся з Сергієм Дерев'янченко (Україна). Незважаючи на передматчові обіцянки француза, що він стане першим, хто достроково зупинить українця, поєдинок тривав весь відведений час і закінчився перемогою Мбіллі одностайним рішенням.

### Таблиця боїв
| 29 перемог (24 нокаутом, 5 за рішенням), 0 поразок |               |                 |        |            |                |                                  |                                                                                              |
| №                                                  | Результат     | Суперник        | Спосіб | Раунд, час | Дата           | Місце проведення                 | Примітки                                                                                     |
| 29                                                 | Перемога 29–0 | Мацей Сулецький | KO     | 1 (12)     | 27 червня 2025 | Videotron Centre, Квебек, Квебек | Завоював вакантний титул «тимчасового» чемпіона світу за версією WBC в другій середній вазі. |